# (33159) 1998 DQ33
1998 DQ33 (asteroide 33159) é um asteroide da cintura principal. Possui uma excentricidade de 0.08663110 e uma inclinação de 2.99641º.
Este asteroide foi descoberto no dia 27 de fevereiro de 1998 por Eric Walter Elst em La Silla.